# Championnat de Roumanie de rugby à XV 2014
Navigation
SuperLiga 2013 SuperLiga 2015
Le championnat de Roumanie de rugby à XV 2014 ou SuperLiga 2014 est 100e édition de la compétition qui se déroule du 29 mars 2014 au 27 septembre 2014. Elle oppose les sept meilleures équipes de Roumanie.

## Liste des équipes en compétition
Les 7 équipes de SuperLiga sont :
| CSM Baia Mare CSM Bucarest Dinamo Bucarest Farul Constanța Steaua Bucarest RCM Timișoara CSU Cluj-Napoca |

| Équipe                       | Entraineur(s)                      | Stade                                  | Capacité     | Ville       |
| ---------------------------- | ---------------------------------- | -------------------------------------- | ------------ | ----------- |
| CSM Baia Mare                | Eugen Apjok Vasile Lucaci          | Stadionul Lascăr Ghineţ                | 2 100        | Baia Mare   |
| CSM Bucarest                 | Paul Healy Daniel Neaga            | Stadionul Olimpia                      | 500          | Bucarest    |
| Dinamo Bucarest              | Hildan Cristian Stefan Demci       | Stadionul Florea Dumitrache            | 1 100        | Bucarest    |
| RCJ Farul Constanța          | Neil Kelly Cristian Petre          | Stadionul Mihai Naca                   | 3 000        | Constanța   |
| RC Steaua Bucarest           | Marin Moț Daniel Boldor            | Stadionul Ghencea II                   | 3 000        | Bucarest    |
| RCM Timișoara                | Danie de Villiers Grainger Heikell | Gheorghe Rascanu Stade Dan-Păltinișanu | 1 500 32 000 | Timișoara   |
| CS Universitatea Cluj-Napoca | Bogdan Cantor Ion Teodorescu       | Cluj Arena                             | 30 201       | Cluj-Napoca |

## Résumé des résultats

### Classement de la phase régulière
| Rang | Club                         | J  | V  | N | D  | Bo | Bd | Pm  | Pe  | Diff | Pts |
| ---- | ---------------------------- | -- | -- | - | -- | -- | -- | --- | --- | ---- | --- |
| 1    | CSM Baia Mare                | 12 | 11 | 1 | 0  | 5  | 0  | 328 | 147 | +181 | 51  |
| 2    | Timișoara Saracens (T)       | 12 | 9  | 1 | 2  | 8  | 2  | 361 | 182 | +179 | 48  |
| 3    | RCJ Farul Constanța          | 12 | 8  | 0 | 4  | 1  | 2  | 276 | 226 | +50  | 35  |
| 4    | CSM Bucarest                 | 12 | 5  | 0 | 7  | 3  | 4  | 250 | 262 | -12  | 27  |
| 5    | RC Steaua Bucarest           | 12 | 5  | 0 | 7  | 3  | 3  | 213 | 224 | -11  | 26  |
| 6    | Dinamo Bucarest              | 12 | 2  | 0 | 10 | 0  | 2  | 149 | 342 | -193 | 10  |
| 7    | CS Universitatea Cluj-Napoca | 12 | 1  | 0 | 11 | 1  | 2  | 193 | 387 | -194 | 7   |

|  | Qualifiés pour le play-off (no 1, no 2, no 3, no 4). |
|  | Qualifiés pour le play-out (no 5, no 6, no 7).       |
|  | T : tenant du titre 2013                             |

Attribution des points : victoire sur tapis vert : 5, victoire : 4, match nul : 2, défaite : 0, forfait : -2 ; plus les bonus (offensif : 4 essais marqués ; défensif : défaite par 7 points d'écart maximum).
Règles de classement : ?

### Phase finale

#### Play-off
Les points de la 1re phase sont maintenus.
| Rang | Club                | J | V | N | D | Bo | Bd | Pm | Pe | Diff | Pts |
| ---- | ------------------- | - | - | - | - | -- | -- | -- | -- | ---- | --- |
| 1    | CSM Baia Mare       | 3 | 2 | 0 | 1 | 7  | 1  | 67 | 60 | +7   | 61  |
| 2    | Timișoara Saracens  | 3 | 2 | 0 | 1 | 3  | 1  | 70 | 46 | +24  | 57  |
| 3    | RCJ Farul Constanța | 3 | 2 | 0 | 1 | 5  | 1  | 69 | 61 | +8   | 44  |
| 4    | CSM Bucarest        | 3 | 0 | 0 | 3 | 0  | 1  | 46 | 85 | -39  | 28  |

|  | Qualifiés pour les demi-finales (no 1, no 2).     |
|  | Qualifiés pour les quarts de finale (no 3, no 4). |

Attribution des points : victoire sur tapis vert : 5, victoire : 4, match nul : 2, défaite : 0, forfait : -2 ; plus les bonus (offensif : 4 essais marqués ; défensif : défaite par 7 points d'écart maximum).

#### Play-out
| Rang | Club                         | J | V | N | D | Bo | Bd | Pm | Pe | Diff | Pts |
| ---- | ---------------------------- | - | - | - | - | -- | -- | -- | -- | ---- | --- |
| 1    | RC Steaua Bucarest           | 2 | 2 | 0 | 0 | 0  | 0  | 45 | 39 | +6   | 8   |
| 2    | Dinamo Bucarest              | 2 | 1 | 0 | 1 | 0  | 1  | 42 | 45 | -3   | 5   |
| 3    | CS Universitatea Cluj-Napoca | 2 | 0 | 0 | 2 | 0  | 2  | 48 | 51 | -3   | 2   |

|  | Qualifiés pour les quarts de finale (no 1, no 2). |
|  | Qualifié pour la 5e place (no 3).                 |

Attribution des points : victoire sur tapis vert : 5, victoire : 4, match nul : 2, défaite : 0, forfait : -2 ; plus les bonus (offensif : 4 essais marqués ; défensif : défaite par 7 points d'écart maximum).

#### Poule pour la5eplace
| Rang | Club                         | J | V | N | D | Bo | Bd | Pm | Pe | Diff | Pts |
| ---- | ---------------------------- | - | - | - | - | -- | -- | -- | -- | ---- | --- |
| 1    | CS Universitatea Cluj-Napoca | 2 | 2 | 0 | 0 | 0  | 0  | 56 | 46 | +10  | 8   |
| 2    | RC Steaua Bucarest           | 2 | 1 | 0 | 1 | 0  | 0  | 37 | 36 | +1   | 4   |
| 3    | CSM Bucarest                 | 2 | 0 | 0 | 2 | 1  | 1  | 38 | 49 | -11  | 2   |

|  | Qualifié pour le match de barrage (no 3). |

Attribution des points : victoire sur tapis vert : 5, victoire : 4, match nul : 2, défaite : 0, forfait : -2 ; plus les bonus (offensif : 4 essais marqués ; défensif : défaite par 7 points d'écart maximum).

#### Tableau final
|  | Quarts de finale        | Quarts de finale        | Quarts de finale    | Quarts de finale    |                               |                               | Demi-finales                  | Demi-finales                  | Demi-finales      | Demi-finales      |                   |                   | Finale            | Finale            | Finale            | Finale            |
|  |                         |                         |                     |                     |                               |                               |                               |                               |                   |                   |                   |                   |                   |                   |                   |                   |
|  |                         |                         |                     |                     |                               |                               | 6 septembre 2014              | 6 septembre 2014              | 6 septembre 2014  | 6 septembre 2014  |                   |                   | 13 septembre 2014 | 13 septembre 2014 | 13 septembre 2014 | 13 septembre 2014 |
|  |                         |                         |                     |                     |                               |                               | 6 septembre 2014              | 6 septembre 2014              | 6 septembre 2014  | 6 septembre 2014  |                   |                   | 13 septembre 2014 | 13 septembre 2014 | 13 septembre 2014 | 13 septembre 2014 |
|  |                         |                         |                     |                     |                               |                               | 6 septembre 2014              | 6 septembre 2014              | 6 septembre 2014  | 6 septembre 2014  |                   |                   | 13 septembre 2014 | 13 septembre 2014 | 13 septembre 2014 | 13 septembre 2014 |
|  |                         |                         |                     |                     |                               |                               | 6 septembre 2014              | 6 septembre 2014              | 6 septembre 2014  | 6 septembre 2014  |                   |                   | 13 septembre 2014 | 13 septembre 2014 | 13 septembre 2014 | 13 septembre 2014 |
|  |                         |                         |                     |                     |                               |                               | 6 septembre 2014              | 6 septembre 2014              | 6 septembre 2014  | 6 septembre 2014  |                   |                   | 13 septembre 2014 | 13 septembre 2014 | 13 septembre 2014 | 13 septembre 2014 |
|  | [1] CSM Baia Mare       | [1] CSM Baia Mare       | 40                  | 40                  |                               |                               |                               |                               |                   |                   |                   |                   | 13 septembre 2014 | 13 septembre 2014 | 13 septembre 2014 | 13 septembre 2014 |
|  | [1] CSM Baia Mare       | [1] CSM Baia Mare       | 40                  | 40                  | 30 août 2014                  |                               |                               |                               |                   |                   |                   |                   | 13 septembre 2014 | 13 septembre 2014 | 13 septembre 2014 | 13 septembre 2014 |
|  |                         |                         | Dinamo Bucarest     | Dinamo Bucarest     | 9                             | 9                             |                               |                               |                   |                   |                   |                   | 13 septembre 2014 | 13 septembre 2014 | 13 septembre 2014 | 13 septembre 2014 |
|  | [4] CSM Bucarest        | [4] CSM Bucarest        | Dinamo Bucarest     | Dinamo Bucarest     | 9                             | 9                             | 12                            | 12                            |                   |                   |                   |                   | 13 septembre 2014 | 13 septembre 2014 | 13 septembre 2014 | 13 septembre 2014 |
|  | [4] CSM Bucarest        | [4] CSM Bucarest        | 6 septembre 2014    |                     |                               |                               | 12                            | 12                            |                   |                   |                   |                   | 13 septembre 2014 | 13 septembre 2014 | 13 septembre 2014 | 13 septembre 2014 |
|  | [6] Dinamo Bucarest     | [6] Dinamo Bucarest     | 13                  | 13                  |                               |                               |                               |                               |                   |                   |                   |                   | 13 septembre 2014 | 13 septembre 2014 | 13 septembre 2014 | 13 septembre 2014 |
|  | [6] Dinamo Bucarest     | [6] Dinamo Bucarest     | 13                  | 13                  | CSM Baia Mare                 | CSM Baia Mare                 | 25                            | 25                            |                   |                   |                   |                   |                   |                   |                   |                   |
|  |                         |                         |                     |                     | CSM Baia Mare                 | CSM Baia Mare                 | 25                            | 25                            |                   |                   |                   |                   |                   |                   |                   |                   |
|  |                         |                         | RCJ Farul Constanța | RCJ Farul Constanța | 19                            | 19                            |                               |                               |                   |                   |                   |                   |                   |                   |                   |                   |
|  |                         |                         |                     |                     | 19                            | 19                            |                               |                               |                   |                   |                   |                   |                   |                   |                   |                   |
|  |                         |                         |                     |                     |                               |                               |                               |                               |                   |                   |                   |                   |                   |                   |                   |                   |
|  |                         |                         |                     |                     |                               |                               |                               |                               |                   |                   |                   |                   |                   |                   |                   |                   |
|  | [2] RCM Timisoara       | [2] RCM Timisoara       | 0                   | 0                   | Match pour la troisième place | Match pour la troisième place | Match pour la troisième place | Match pour la troisième place |                   |                   |                   |                   |                   |                   |                   |                   |
|  | [2] RCM Timisoara       | [2] RCM Timisoara       | 0                   | 0                   | Match pour la troisième place | Match pour la troisième place | Match pour la troisième place | Match pour la troisième place | 31 août 2014      |                   |                   |                   |                   |                   |                   |                   |
|  |                         |                         | RCJ Farul Constanța | RCJ Farul Constanța | 9                             | 9                             |                               |                               | 13 septembre 2014 | 13 septembre 2014 | 13 septembre 2014 | 13 septembre 2014 |                   |                   |                   |                   |
|  | [3] RCJ Farul Constanța | [3] RCJ Farul Constanța | RCJ Farul Constanța | RCJ Farul Constanța | 9                             | 9                             | 17                            | 17                            | 13 septembre 2014 | 13 septembre 2014 | 13 septembre 2014 | 13 septembre 2014 |                   |                   |                   |                   |
|  | [3] RCJ Farul Constanța | [3] RCJ Farul Constanța |                     |                     |                               |                               |                               | 17                            |                   |                   | RCM Timisoara     | RCM Timisoara     | 43                | 43                |                   |                   |
|  | [5] RC Steaua Bucarest  | [5] RC Steaua Bucarest  | 16                  | 16                  |                               |                               |                               |                               |                   |                   | RCM Timisoara     | RCM Timisoara     | 43                | 43                |                   |                   |
|  | [5] RC Steaua Bucarest  | [5] RC Steaua Bucarest  | 16                  | 16                  | Dinamo Bucarest               | Dinamo Bucarest               | 3                             | 3                             |                   |                   |                   |                   |                   |                   |                   |                   |
|  |                         |                         |                     |                     |                               |                               |                               |                               |                   |                   |                   |                   |                   |                   |                   |                   |

#### Match de barrage
| 27 septembre 2014 | CSM Bucarest | Walk-over | Poli Iasi |  |
| 27 septembre 2014 |              |           |           |  |
| 27 septembre 2014 |              |           |           |  |

## Résultats détaillés

### Phase régulière

#### Tableau synthétique des résultats
L'équipe qui reçoit est indiquée dans la colonne de gauche.
| Clubs               | BAI   | CSM   | DIN   | FAR   | STE   | TIM   | UCN   |
| ------------------- | ----- | ----- | ----- | ----- | ----- | ----- | ----- |
| CSM Baia Mare       |       | 20-14 | 49-3  | 28-3  | 31-3  | 20-20 | 31-24 |
| CSM Bucarest        | 16-17 |       | 18-12 | 28-34 | 22-14 | 12-36 | 29-12 |
| Dinamo Bucarest     | 9-41  | 16-27 |       | 10-23 | 6-24  | 10-54 | 31-25 |
| RCJ Farul Constanța | 15-17 | 29-22 | 21-12 |       | 21-22 | 21-15 | 69-17 |
| RC Steaua Bucarest  | 19-22 | 27-16 | 10-11 | 13-18 |       | 13-36 | 34-7  |
| RCM Timisoara       | 13-19 | 26-17 | 26-7  | 35-13 | 21-13 |       | 33-11 |
| Universitatea Cluj  | 8-33  | 19-29 | 24-22 | 7-9   | 13-21 | 26-46 |       |

|  | Victoire à domicile |  | Match nul |  | Défaite à domicile |

### Play-off

#### Tableau synthétique des résultats
L'équipe qui reçoit est indiquée dans la colonne de gauche.
| Clubs               | BAI   | BUC   | FAR   | TIM   |
| ------------------- | ----- | ----- | ----- | ----- |
| CSM Baia Mare       |       | 34-16 | -     | 21-17 |
| CSM Bucarest        | -     |       | 21-26 | -     |
| RCJ Farul Constanța | 27-12 | -     |       | -     |
| RCM Timisoara       | -     | 25-9  | 28-16 |       |

|  | Victoire à domicile |  | Match nul |  | Défaite à domicile |

### Play-out

#### Tableau synthétique des résultats
L'équipe qui reçoit est indiquée dans la colonne de gauche.
| Clubs              | DIN   | STE   | UCN   |
| ------------------ | ----- | ----- | ----- |
| Dinamo Bucarest    |       | -     | 26-25 |
| RC Steaua Bucarest | 20-15 |       | -     |
| Universitatea Cluj | -     | 23-25 |       |

|  | Victoire à domicile |  | Match nul |  | Défaite à domicile |

### Phase finale

#### Demi-finales
| 6 septembre 2014 | CSM Baia Mare | 40 - 9 | Dinamo Bucarest |  |
| 6 septembre 2014 |               |        |                 |  |
| 6 septembre 2014 |               |        |                 |  |

| 6 septembre 2014 | RCM Timisoara | 0 - 9 | RCJ Farul Constanța |  |
| 6 septembre 2014 |               |       |                     |  |
| 6 septembre 2014 |               |       |                     |  |

#### Match pour la troisième place
| 13 septembre 2014 | RCM Timisoara | 43 - 3 | Dinamo Bucarest |  |
| 13 septembre 2014 |               |        |                 |  |
| 13 septembre 2014 |               |        |                 |  |

#### Finale
| 13 septembre 2014 | CSM Baia Mare | 25 - 19 | RCJ Farul Constanța |  |
| 13 septembre 2014 |               |         |                     |  |
| 13 septembre 2014 |               |         |                     |  |

## Statistiques

### Meilleurs marqueurs d'essais
| Rang | Joueur           | Club                | Essais |
| ---- | ---------------- | ------------------- | ------ |
| 1    | Eseria Vueti     | RCJ Farul Constanța | 8      |
| 2    | Stephen Shennan  | RCM Timisoara       | 7      |
| -    | Madalin Lemnaru  | RCM Timisoara       | 7      |
| 4    | Vasile Rus       | RCM Timisoara       | 6      |
| -    | Mike Wiringi     | CSM Baia Mare       | 6      |
| -    | Daniel Carpo     | RCM Timisoara       | 6      |
| -    | Cristian Murgoci | U Cluj              | 6      |

### Meilleurs marqueurs de points
| Rang | Joueur               | Club                | Points |
| ---- | -------------------- | ------------------- | ------ |
| 1    | Florin Vlaicu        | RCJ Farul Constanța | 189    |
| 2    | Luke Samoa           | CSM Baia Mare       | 152    |
| 3    | Valentin Calafeteanu | RCM Timisoara       | 108    |
| -    | Ionuț Dimofte        | Universitatea Cluj  | 102    |
| 5    | Teodor Nitu          | Dinamo Bucarest     | 88     |